# Louis John Schuetze
Louis John Schuetze (San Antonio, Texas, 1876 - [...?]), fou un director d'orquestra i compositor estatunidenc.
Estudià la música amb professors particulars i per espai de vint-i-quatre anys fou professor de violí, banjo, mandolina i guitarra en la seva ciutat natal.
Va dirigir diverses orquestres i és autor de les obres Lost Love Fantasie i Maria Waltz.